# Perchas 1
Perchas 1 es un barrio ubicado en el municipio de San Sebastián en el estado libre asociado de Puerto Rico. En el Censo de 2010 tenía una población de 902 habitantes y una densidad poblacional de 171,14 personas por km².

## Geografía
Perchas 1 se encuentra ubicado en las coordenadas 18°17′21″N 66°55′38″O / 18.28917, -66.92722. Según la Oficina del Censo de los Estados Unidos, Perchas 1 tiene una superficie total de 5.27 km², que corresponden a tierra firme.

## Demografía
Según el censo de 2010, había 902 personas residiendo en Perchas 1. La densidad de población era de 171,14 hab./km². De los 902 habitantes, Perchas 1 estaba compuesto por el 87.25% blancos, el 4.77% eran afroamericanos, el 0.22% eran amerindios, el 5.99% eran de otras razas y el 1.77% pertenecían a dos o más razas. Del total de la población el 99.78% eran hispanos o latinos de cualquier raza.